# Guibemantis tornieri
A Guibemantis tornieri  a kétéltűek (Amphibia) osztályába és  a békák (Anura) rendjébe aranybékafélék (Mantellidae) családjába tartozó faj. 

## Előfordulása
Madagaszkár endemikus faja. A sziget keleti részén, Voloinától az Andohahela Nemzeti Parkig, 100–1000 m-es tengerszint feletti magasságban honos.

## Nevének eredete
Nevét Gustav Tornier német zoológus és paleontológus tiszteletére kapta.

## Megjelenése
Közepes méretű Guibemantis faj. A hímek testhossza 43–49 mm, a nőstényeké 48–49 mm. Háta általában egységesen világosbarna, néha sötétebb foltokkal, és szemei között sötétbarna haránt irányú csíkkal. Homlokrésze feketés. Felső ajkán fehér csík látható. Oldala márványosan barna és fehér mintázat található. Hátsó lábán sötét árnyalatú keresztirányú sáv és egy hosszanti sötét csík húzódik. Hasi oldala fehéres, néhány sötétebb pettyel; a hímek torka élénk fehér. Bőre sima. Orrnyílásai közelebb helyezkednek el orrcsúcsához, mint a szemeihez. Hallószerve jól kivehető, mérete szemének 2/5-e. Mellső lábán alig látható úszóhártya. Ujja végén jól fejlett korongok vannak. Combmirigyei nem láthatók. A hímeknek jól nyújtható, élénk fehér, egyszeres hanghólyagjuk van.
A párzás időszakos vagy állandó pocsolyákban történik. A nőstény egyszerre 40–100 zöldes vagy barnás petét rak le egy csomóba, melyeket pangó víz, pocsolya felett 3–250 cm magasan helyez el. A petecsomó mérete 4–5 cm, egy pete átmérője 2,3 mm. Gyakran különböző fejlődési stádiumban lévő több petecsomót is elhelyez ugyanarra a levélre, ilyen esetben az egyik csomó ebihalai át tudnak menni a másik csomó zselés anyagába. 7 nap elteltével az ebihalak, melyek mérete ekkorra már 9,5–10,5 mm, leesnek az alattuk elhelyezkedő vízbe. A lárvaállapot három hónapig tart. Az átalakul fiatal egyedek mérete 13–14 mm.

## Természetvédelmi helyzete
A vörös lista a nem fenyegetett fajok között tartja nyilván. Nincs információ arról hogy védett területen előfordul-e. Élőhelyének változásához jól alkalmazkodik.